# Legacy (Shadow Gallery)
Legacy è il quarto album della band progressive metal Shadow Gallery, pubblicato nel 2001.

## Tracce
1. Cliffhanger – 13:06
2. # Hang On – 6:48
3. # The Crusher – 6:18
4. Destination Unknown – 7:03
5. Colors – 7:03
6. Society Of The Mind – 5:23
7. Legacy – 5:04
8. First Light – 34:21

- Il brano "First Light" dura 23:20. Dopo 20 secondi di silenzio (23:20 - 23:40), si possono udire dei rumori e delle voci nello studio di registrazione fino al minuto 27:20, dopodiché si può ascoltare un campanello squillare ininterrottamente ed un continuo bussare ad una porta, fino a quando quest'ultima inizia ad aprirsi per poi chiudersi. Dopo la chiusura della porta si sente un'esplosione. Dopo il rumore del botto, al minuto 28:40, inizia una traccia fantasma: si tratta di un brano strumentale senza titolo.

## Formazione
- Carl Cadden-James - basso, voce, flauto
- Brendt Allman - chitarra, voce, tastiere
- Chris Ingles - tastiere
- Mike Baker - voce (lead)
- Gary Wehrkamp - pianoforte, chitarra, sintetizzatori, voce
- Joe Nevolo - batteria